# Анно, Норико
Норико Анно (яп. 阿武 教子, 23 мая 1976, Фукуэ) — японская дзюдоистка тяжёлой и полутяжёлой весовых категорий, выступала за сборную Японии в начале 1990-х — середине 2000-х годов. Чемпионка летних Олимпийских игр в Афинах, четырёхкратная чемпионка мира, чемпионка Азиатских игр в Хиросиме, чемпионка летней Универсиады в Фукуоке, победительница многих турниров национального и международного значения.

## Биография
Норико Анно родилась 23 мая 1976 года в деревне Фукуэ префектуры Ямагути.
Первого серьёзного успеха на взрослом международном уровне добилась в 1993 году, когда попала в основной состав японской национальной сборной и побывала на чемпионате мира в канадском Гамильтоне, откуда привезла награду серебряного достоинства, выигранную в тяжёлой весовой категории — в решающем поединке потерпела поражение от немки Йоханны Хагн. Год спустя в абсолютной весовой категории одержала победу на домашних Азиатских играх в Хиросиме, ещё через год была лучшей на Универсиаде в Фукуоке.
Благодаря череде удачных выступлений Анно удостоилась права защищать честь страны на летних Олимпийских играх 1996 года в Атланте — тем не менее, выступила здесь крайне неудачно, заняла в тяжёлом весе лишь семнадцатое место.
В 1997 году, спустившись в полутяжёлую весовую категорию, выиграла мировое первенство в Париже. В сезоне 1999 года защитила чемпионское звание на чемпионате мира в английском Бирмингеме. Будучи в числе лидеров дзюдоистской команды Японии, благополучно прошла квалификацию на Олимпийские игры 2000 года в Сиднее — на сей раз в первом же поединке проиграла итальянке Эмануэле Пьерантоцци, серебряной призёрше Олимпийских игр в Барселоне.
После сиднейской Олимпиады Норико Анно осталась в основном составе японской национальной сборной и продолжила принимать участие в крупнейших международных турнирах. Так, в 2001 году она в третий раз подряд стала чемпионкой мира, одержав победу на соревнованиях в Мюнхене, два года спустя на домашнем мировом первенстве в Осаке — в четвёртый раз подряд взошла на верхнюю ступень пьедестала почёта. Позже отправилась представлять страну на Олимпийских играх 2004 года в Афинах — взяла здесь верх над всеми своими соперницами в полутяжёлой весовой категории, в том числе над китаянкой Лю Ся в финале, и завоевала тем самым золотую олимпийскую медаль. Вскоре по окончании этих соревнований приняла решение завершить карьеру профессиональной спортсменки, уступив место в сборной молодым японским дзюдоисткам.